# Sekundogenitura
Sekundogenitura (od łac. secunda genitura „drugie (z kolei) urodzenie, drugi potomek”) – władza młodszej linii dynastycznej monarchów jednego państwa w innym państwie, np. sekundogenitura Jagiellonów w Czechach i na Węgrzech; także: prawo młodszego syna do dziedziczenia tronu albo majątku.